# Dimensão de Hausdorff

O triângulo de Sierpinski tem dimensão de Hausdorff ln(3)/ln(2)≈1.58.

Existem muitas abordagens sobre dimensões fractais de imagens e/ou objetos, entre estas a Dimensão de Hausdorff, considera-se a mais utilizada. Ela foi apresentada em 1918 pelo matemático Felix Hausdorff.
Os fractais devido as suas formas geométricas não são classificados segundo a geometria euclidiana. As estimativas encontradas pela dimensão fractal podem assim determinar as complexidades dos objetos fractais. Estas podem ser aplicadas nas mais diversas situações. Portanto, através das comparações experimentais, entre fractais e formas geométricas, é possível realizar estudos no sentido de encontrar técnicas diversas baseadas em resultados experimentais.
Para determinar a dimensão de Hausdorff, divide-se uma linha em {\displaystyle n} partes iguais onde {\displaystyle n=n^{1}}, assim, é sabido que o tamanho dos fragmentos de reta são {\displaystyle {\frac {1}{n}}}. 
Ao se dividir os lados de um quadrado em {\displaystyle n} partes iguais, dividimos o quadrado em em {\displaystyle n^{2}} partes iguais. Analogamente, ao se dividir as arestas de um cubo em {\displaystyle n} partes iguais, dividimos o cubo em {\displaystyle n^{3}} partes iguais. 
Generalizando, se tivermos um hipercubo de {\displaystyle d} dimensões, este poderá ser dividido em {\displaystyle n^{d}} partes iguais ao se dividir a aresta em {\displaystyle n} partes iguais.
Assim fica demonstrado que na geometria convencional a dimensão é igual ao valor do expoente de n. 
Logo, podemos afirmar que {\displaystyle N=\left({\frac {L}{n}}\right)^{d}}, onde o segmento {\displaystyle L} pode ser afirmado comprimento da linha, e {\displaystyle n} é definido como o número das partes em que a linha pode ser dividida numa iteração {\displaystyle p} da construção do fractal, assim, {\displaystyle N} será o comprimento do segmento na iteração {\displaystyle p}, onde {\displaystyle p\in \mathbb {N} }. 
Logo, a dimensão do fractal chamada {\displaystyle d} será definida ao aplicarmos o logarítmo a ambos membros, ou seja:
{\displaystyle d={\frac {\log {N}}{\log {\frac {L}{n}}}}}
Portanto, {\displaystyle d} é a Dimensão de Hausdorff.